# 돈 심프슨
돈 심프슨(Don Simpson, 1943년 10월 29일 ~ 1996년 1월 19일)는 미국의 영화 프로듀서, 각본가, 영화배우이다.
시애틀에서 태어났으며 벨에어에서 사망하였다. 사인은 심부전이다.

## 영화
- 에너미 오브 스테이트 (1998년)
- 더 록 (1996년)
- 위험한 아이들 (1995년)
- 크림슨 타이드 (1995년)
- 나쁜 녀석들 (1995년)
- 사랑의 금고털이 (1994년)
- 영 건 2 (1990년)
- 폭풍의 질주 (1990년) - 엘도 베네뎃티 역
- 빅 뱅 (1989년)
- 비버리 힐스 캅 2 (1987년)
- 탑건 (1986년)
- 비버리 힐스 캅 (1984년)
- 씨프 하트 (1984년)
- 플래시댄스 (1983년)
- 캐논볼 (1976년)
- 알로하, 바비와 로즈 (1974년)